# 이화랑
이화랑(二花郞, 537년 ~ 603년, 풍월주 555년 ~ 562년)은 《화랑세기》에만 등장하는 신라의 화랑으로 제4대 풍월주를 역임하였다고 한다. 1대 풍월주였던 위화랑의 아들이다.

## 생애
학계에서 위서 논란이 있는 《화랑세기》에 따르면, 이화는 위화랑과 준실(俊室)부인의 아들로 537년에 태어났다. 지소태후의 총애를 받아 12세의 나이로 모랑의 부제가 되었으며, 555년에 지소태후와의 사이에서 만호를 낳았다. 한편 이화는 진흥왕의 왕후였던 지소태후의 딸 숙명공주와 사통하였고, 이 사실이 들통나자 숙명과 함께 도망쳤다. 이 사건으로 숙명의 아들 정숙(貞肅)은 태자에서 폐위되었고, 사도부인의 아들 동륜이 태자가 되었다. 사도는 이에 고마움을 느껴 왕을 설득하였고, 숙명은 용서를 받고 이화와 결혼하였다. 이화와 숙명 사이에서 원광과 보리가 태어났다.
555년, 모랑공이 죽자 이화가 낭도들에게 추대받아 제4대 풍월주가 되었다. 토함(免含)을 부제로 삼았는데, 후에 동륜태자의 교육을 위해 토함이 사퇴하자 토함의 동생인 사다함을 부제로 삼았다. 562년, 가야 정벌에서 사다함이 공을 세우자 이화는 사다함에게 풍월주를 물려주고 은퇴하여 토함과 함께 동륜태자를 교육하였다. 말년에는 부인 숙명과 함께 영흥사(永興寺)로 들어가 불도에 힘쓰며 살았다.

## 가족관계

### 선대
- 조부 : 섬신공(剡臣公)
- 조모 : 비처왕의 후비 벽아부인(碧我)
  - 아버지 : 위화랑
- 외조부 : 이흔(伊欣)
- 외조모 : 준명공주 김씨(俊明公主 金氏)
  - 어머니 : 준실부인 박씨(俊室夫人 朴氏)
    - 누이 : 준화낭주(俊華娘主)- 하가(下嫁) 모랑

### 부인과 후손
- 부인 : 지소부인 김씨(只召夫人 金氏)
  - 딸 : 만호부인 김씨(萬呼夫人 金氏)
- 부인 : 숙명공주 김씨(叔明宮主 金氏)
  - 아들 : 원광법사(圓光法師)
  - 아들 : 제 12대 풍월주 보리공(菩利公)
  - 딸 : 진평왕의 후궁 화명부인
  - 딸 : 진평왕의 후궁 옥명부인
- 부인 : 새달(塞達)
  - 7남

| 전임 모랑 | 제4대 풍월주 555년 - ? | 후임 사다함 |